# Tú no eres yo
Tú no eres yo (You Are Not I) es un cuento de Paul Bowles escrito en 1948 y publicado por primera vez en la edición de enero de 1948 de la revista Mademoiselle. Posteriormente apareció en la colección de su ficción corta, The Delicate Prey and Other Stories (1950), publicada por Random House.
La historia es un cuento de "transferencia" de Bowles, en el que la demente que narra la historia cree haber ocupado el cuerpo y la mente de su hermana cuerda.

## Trama
Tú no eres yo está contada en primera persona, por una narradora identificada como Ethel.
La historia comienza minutos después del catastrófico descarrilamiento de un tren. El desastre se ha producido a la vista de un instituto psiquiátrico. En la confusión, Ethel, una reclusa del asilo, sale de la propiedad cerrada sin ser detectada por el personal y deambula entre los escombros, observando a los pasajeros muertos y heridos arrojados de los vagones, pero con total indiferencia. Le llama la atención que los pájaros sigan cantando y piensa: "Esto es cosa del mundo de los hombres. Si sucediera algo real, dejarían de cantar”. Se han ordenado varios cadáveres en fila. Ethyl recoge piedras pequeñas y lisas del terraplén e inserta compulsivamente una en cada una de las bocas de los muertos. Cuando intenta quitarle las joyas de la mano a una mujer enterrada entre los escombros, es abordada por un empleado del tren. Llorando, Ethyl afirma que la mujer es su hermana muerta. La llevan a un área de reunión para sobrevivientes. Se supone que está en shock después de un examen en el hospital local.
Ella les dice a las autoridades la dirección de su hermana, que vive cerca, y la llevan allí. Cuando llega, su hermana la recibe con consternación. A diferencia de los médicos, ella sabe que Ethyl nunca estuvo en el tren y sufre una enfermedad mental grave, no un shock. Ella se opone a tener Ethyl en su casa, llama al asilo y hace arreglos para que Ethyl vuelva a internarse. Ethyl se ha obsesionado con haber asumido el cuerpo y la mente de su hermana "muerta". Cuando llega a la institución, escribe la narración que constituye la historia, creyendo que ahora ocupa la casa de su hermana, y que ha intercambiado existencias con su hermana. Ethyl cree que su hermana ahora está confirmada en el pabellón mental y "todavía estoy en mi sala de estar, sentada en el diván".

## Antecedentes
En una entrevista de 1974 con Lawrence Stewart, Bowles explicó que el concepto de "You Are Not I" surgió de un sueño. Se levantó por la noche y desarrolló un esbozo, así como una serie de detalles, en un cuaderno en la oscuridad.

The whole atmosphere of the beginning I had dreamed. So when I woke up I began writing, without putting the light on, in the dark - long dash I could barely read it the next day. I just wrote, large, and turned the pages and kept this up, because I was saying it from memory, almost. Down as far a putting the stones in the mouths [of the deceased]..."
Toda la atmósfera del comienzo la había soñado. Así que cuando desperté comencé a escribir, sin encender la luz, en la oscuridad; un trazo largo que apenas podía leer al día siguiente. Simplemente escribí, en grande, pasé las páginas y seguí así, porque lo decía casi de memoria. Hasta poner las piedras en la boca [de los difuntos]

## Estilo
La narrativa en primera persona de Bowles, "una exploración de una conciencia humana neurótica", es narrada por un recluso de una institución mental. Sobre la similitud de esta historia con las obras de Edgar Allan Poe, el biógrafo de Bowles, Allen Hibbard, escribe: "En Tú no eres yo se le da una vuelta más a la tuerca. Aquí estamos en manos de un narrador loco y esquizofrénico... Ethyl está contando la historia (la historia completa) en la que cuenta otra historia (la inversión de la "fuerza de voluntad") en la que la hermana [cuerda] se convierte en la autora de un historia en la que Ethyl es el personaje... La narrativa intensamente subjetiva y trastornada recuerda a los narradores de Poe en El barril de amontillado o El hombre de la multitud.

## Adaptación cinematográfica
En 1981, Sara Driver dirigió una adaptación cinematográfica del mismo nombre en su debut como directora, Fue un cortometraje basado en la historia de Bowles y coescrito por Jim Jarmusch. Filmada en seis días con un presupuesto de 12.000 dólares, consiguió seguidores poco después de un estreno bien recibido en el Public Theatre, sólo para ser retirada de circulación cuando un incendio en un almacén destruyó el negativo de la película. Rara vez vista, fue defendida por críticos y revistas de cine de renombre como Jonathan Rosenbaum y Cahiers du Cinéma, que elogiaron You Are Not I como una de las mejores películas de los años 1980. Considerada "perdida" durante muchos años, más tarde se descubrió una huella entre las pertenencias de Bowles. Driver recibió una subvención de preservación de Women in Film and Television. La película restaurada se proyectó en la sección Master Works del Festival de Cine de Nueva York de 2011.